# Einsiedler Brauhaus
Vous pouvez aider à l'améliorer ou bien discuter des problèmes sur sa page de discussion.
- Il ne cite pas suffisamment ses sources. Vous pouvez indiquer les passages à sourcer avec {{référence nécessaire}} ou {{Référence souhaitée}}, et inclure les références utiles en les liant aux notes de bas de page. (Marqué depuis avril 2021)
- Il contient une ou plusieurs listes. Le texte gagnerait à être rédigé sous la forme d’un ou plusieurs paragraphes synthétiques, afin d’être plus agréable à lire. (Marqué depuis avril 2021)

- Archive Wikiwix
- Bing
- Cairn
- DuckDuckGo
- E. Universalis
- Gallica
- Google
- G. Books
- G. News
- G. Scholar
- Persée
- Qwant
- (zh) Baidu
- (ru) Yandex
- (wd) trouver des œuvres sur Wikidata

Einsiedler Brauhaus est une brasserie à Chemnitz, dans le Land de Saxe.

## Histoire

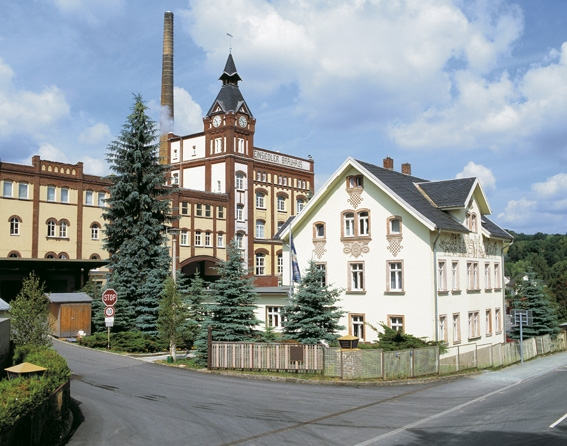
La brasserie à Einsiedel

Einsiedler Brauhaus est fondé le 29 août 1885 par Emil Schwalbe. En 1903, elle devient une société par actions. En 1920, le Deutsche Brau- & Aktiengesellschaft Berlin achète la brasserie et la baptise Einsiedler Brauhaus AG. En 1925, elle devient une filiale de Radeberger. En 1937, Einsiedler Brauhaus retrouve son indépendance grâce à la famille Winterling. Après la Seconde Guerre mondiale, la société est mise sous séquestre, en 1961 elle est nationalisée à moitié puis entièrement en 1972. Elle se retrouve alors dans le VEB Vereinigte Brauereien Karl-Marx-Stadt (plus tard VEB Braustolz). En 1990, Einsiedler Brauhaus devient une GmbH.

## Production
- Einsiedler Landbier
- Einsiedler hell
- Einsiedler Zwickelbier
- Einsiedler Schwarzbier
- Einsiedler Weißbier
- Einsiedler Pilsener
- "Das Pils der Chemnitzer"
- Echt Einsiedler Böhmisch
- Einsiedler Bock hell
- Einsiedler Doppelbock
- Einsiedler Classic Porter
- Einsiedler Cherry Porter
- Einsiedler Maibock Zwickel
- Einsiedler Winterbock Zwickel
- Einsiedler Fassbrause Himbeere
- Einsiedler Fassbrause Waldmeister

## Partenariat
L'entreprise soutient de nombreuses associations locales :
- 1. FC Lokomotive Leipzig
- Boxclub Chemnitz 94
- Ring- u. Stemmklub Jugendkraft 1898 Gelenau
- Viktoria 03 Einsiedel
- Einsiedler Ski Verein
- Musikverein Meinersdorf
- Freiwillige Feuerwehr Einsiedel